# Synalpheus dominicensis
Synalpheus dominicensis är en kräftdjursart som först beskrevs av Armstrong 1949.  Synalpheus dominicensis ingår i släktet Synalpheus och familjen Alpheidae. Inga underarter finns listade i Catalogue of Life.